# Międzynarodowe Stowarzyszenie Socjologiczne
Międzynarodowe Stowarzyszenie Socjologiczne (International Sociological Association) – stowarzyszenie, którego cele są związane z działalnością naukową na polu socjologii i nauk społecznych. Stowarzyszenie powstało pod auspicjami UNESCO i obecnie zrzesza socjologów pochodzących z 109 krajów.
Misją stowarzyszenia jest „reprezentowanie wszystkich socjologów – niezależnie od ich przynależności do określonej szkoły myśli, podejścia naukowego czy wyznawanych poglądów ideologicznych oraz rozwijanie wiedzy socjologicznej na całym świecie”.
Stowarzyszenie jest członkiem Międzynarodowej Rady Nauk Społecznych (International Social Science Council) i posiada status organizacji pozarządowej w formalnych relacjach z UNESCO, a także specjalny status przy Radzie Ekonomiczno-Społecznej (Economic and Social Council) Organizacji Narodów Zjednoczonych.
Obecnie (lata 2010–2014) prezesem stowarzyszenia jest Michael Burawoy z Uniwersytetu Kalifornijskiego w Berkeley. Prezesem stowarzyszenia na lata 2006–2010 był francuski socjolog Michel Wieviorka a wiceprezydentem niemiecki socjolog Hans Joas związany z Uniwersytetem w Erfurcie. Jego bezpośrednim poprzednikiem na tym stanowisku (w latach 2002–2006) był polski uczony, prof. dr hab. czł. rzecz. PAN Piotr Sztompka.
Co cztery lata odbywa się kongres stowarzyszenia. Pierwszy odbył się w Zurychu w Szwajcarii w 1950 roku i uczestniczyło w nim około 100 osób. Od tego czasu wzrosła liczba uczestników jak i poszerzył się jego program. Ostatni (siedemnasty) kongres miał miejsce w 2010 roku w Göteborgu w Szwecji.
Często cytowane są wyniki ankiety przeprowadzonej podczas kongresu w Montrealu w 1997 roku, podczas której głosowano na najbardziej wpływowe książki socjologiczne XX wieku. Ankietowanych proszono o wytypowanie pięciu książek opublikowanych w XX wieku, które miały największy wpływ na ich prace na polu socjologii. Głosy oddało 16% członków stowarzyszenia (455 z 2785).